# Antictenia leucospila
Antictenia leucospila là một loài bướm đêm trong họ Geometridae.